# Marktbefestigung Mürzzuschlag

Stadtwappen Mürzzuschlag

Die Marktbefestigung Mürzzuschlag war eine Stadtmauer der heutigen Stadtgemeinde Mürzzuschlag im Bezirk Bruck-Mürzzuschlag in der Steiermark.

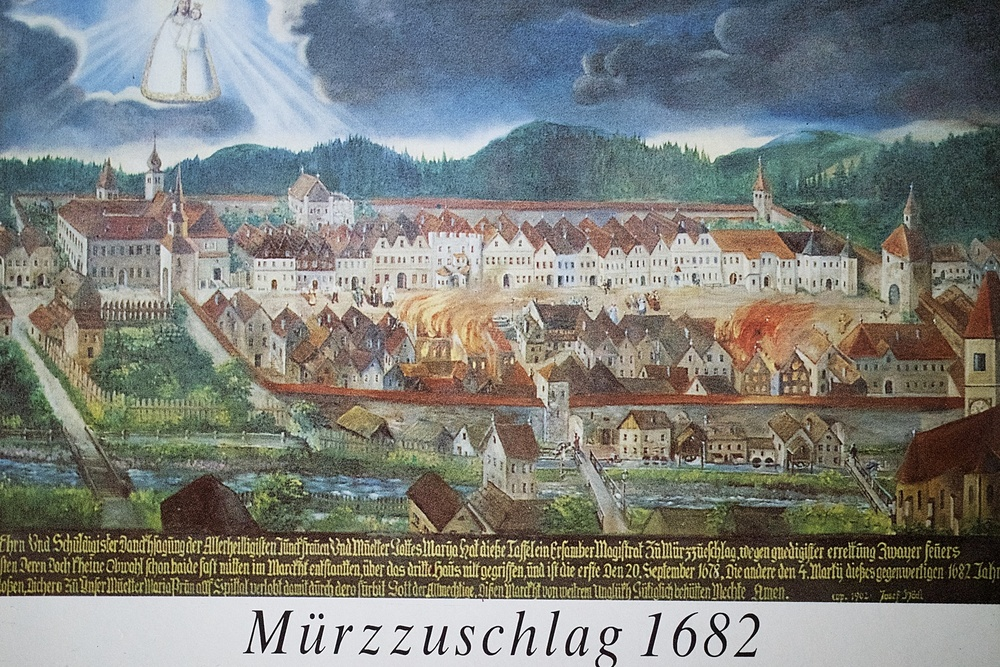
Votivbild von Mürzzuschlag aus dem Jahre 1682

## Geschichte
Der Ort Mürzzuschlag entstand an der Einmündung der Fröschnitz in die Mürz. Urkundlich wurde der Ort erstmals 1227 genannt und 1270 zum Markt erhoben. Der befestigte alte Kern des Ortes befindet sich südlich der von Ost nach West fließenden Fröschnitz. Die von Ost nach West verlaufenden Straßen bezeichnen sich mit Wiener Straße, Hauptplatz, und Grazer Straße, wobei letztere nach der ehemaligen Marktbefestigung in südliche Richtung weiterführt. Die wohl ehedem befestigte gotische Pfarrkirche Mürzzuschlag steht nördlich der Fröschnitz beim Westrand der ehemaligen Marktbefestigung.

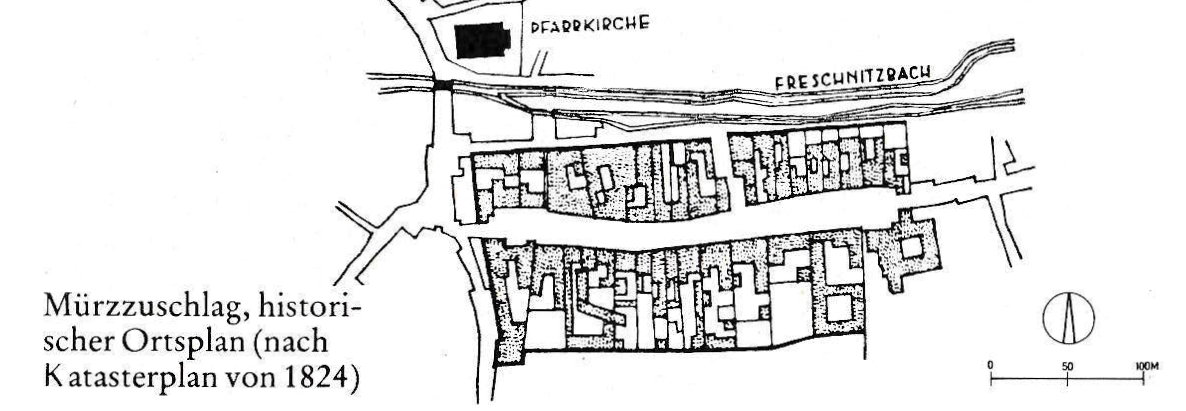
Mürzzuschlag historischer Ortsplan (nach Katasterplan von 1824)

Der Aufschrift „Felix civitas quae agitat de bello factum. Fredericus Tercius Romanus Imperator 1485“ auf dem ehemaligen Grazer Turm zufolge, scheint der Markt spätestens ab 1485 durch Mauer und Türme befestigt worden zu sein. Die Befestigung wurde im Laufe der Zeit durch Bautätigkeiten überbaut oder verdrängt und es sind somit nur mehr Fragmente vorhanden. Von der südseitigen Wehranlage ist noch ein ehemals in die Wehranlage eingebundener Turm im ehemaligen Klostergarten, des Mitte des 17. Jahrhunderts gegründeten und 1972 abgerissenem Franziskanerklosters, vorhanden. Der mittlere Turm, sowie der dazugehörige Mauerabschnitt, hinter dem Hotel Post sind ebenfalls erhalten, wobei dieser bereits einmal in einem desolaten Zustand war und um 1900 von Toni Schruf wiederhergestellt und zu einer Aussichtsplattform ("Roseggerwarte") umfunktioniert wurde. Der Gebäudeabschnitt entlang der Roseggergasse (Brahmsmuseum Mürzzuschlag) sowie der Eckturm neben dem evangelischen Pfarramt bildeten die westliche Befestigung und sind heute noch erkennbar.
Im Jahre 1830 wurden das Wienertor sowie das Grazertor infolge des Straßenausbaues der um 1728 angelegten Semmering-Passstraße geschleift.
Die Reste des mittleren Mauerabschnittes können über eine Wegeverbindung zwischen der Waldgasse und Wienerstraße besichtigt werden.

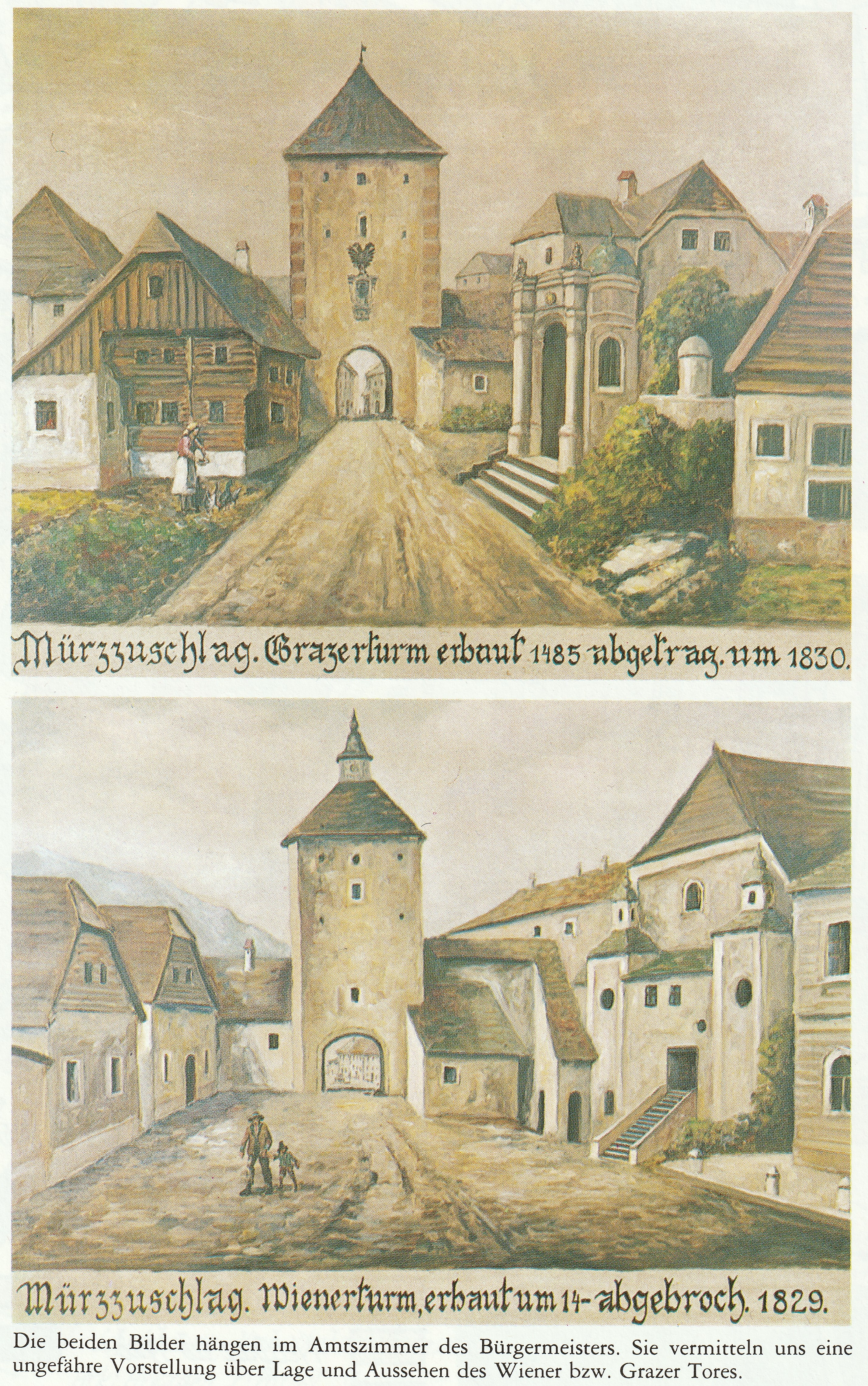
Darstellung der 1830 abgetragenen Markttore
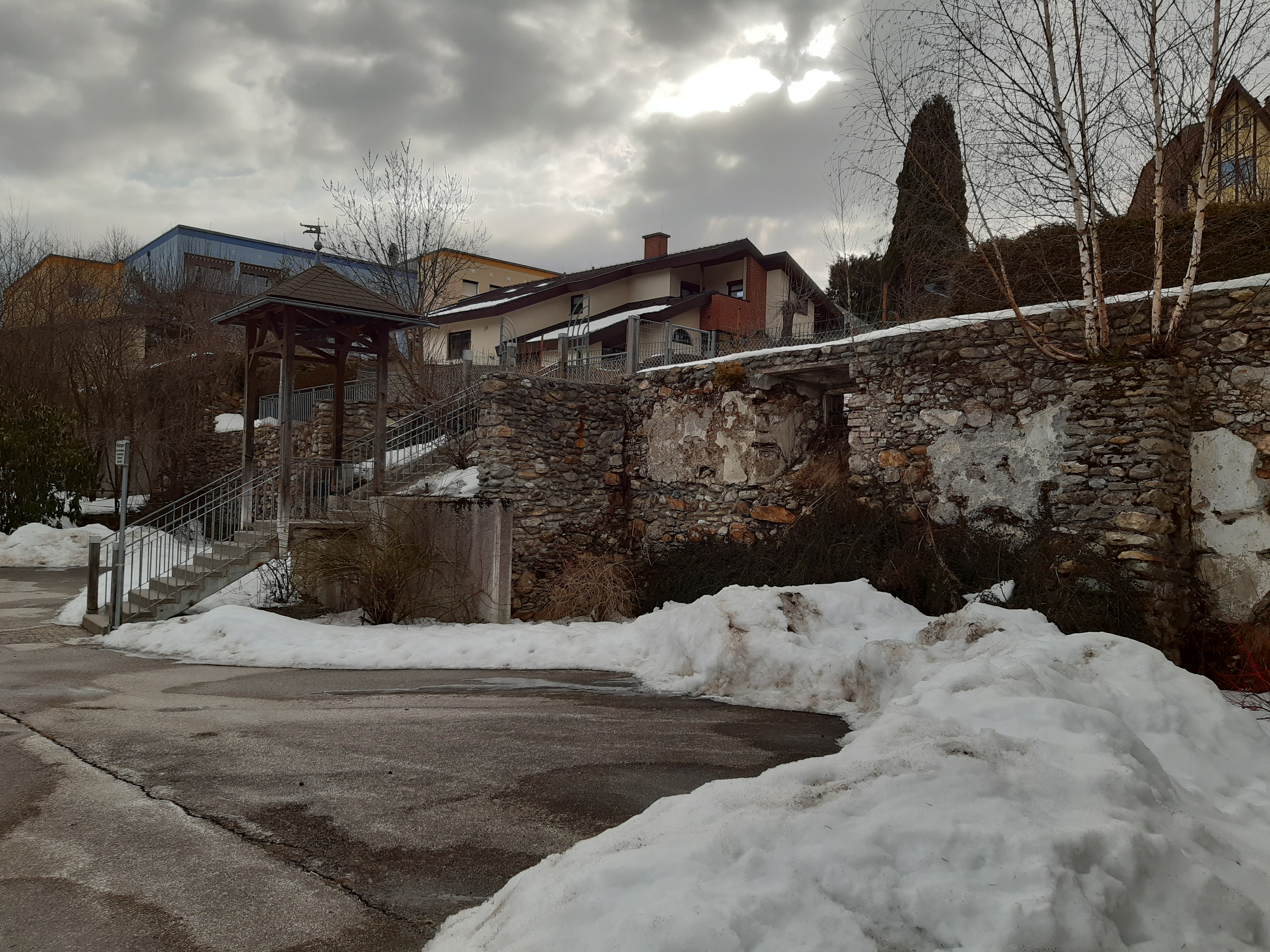
Wegverbindung Waldgasse-Wienerstraße über die ehemalige Marktbefestigung
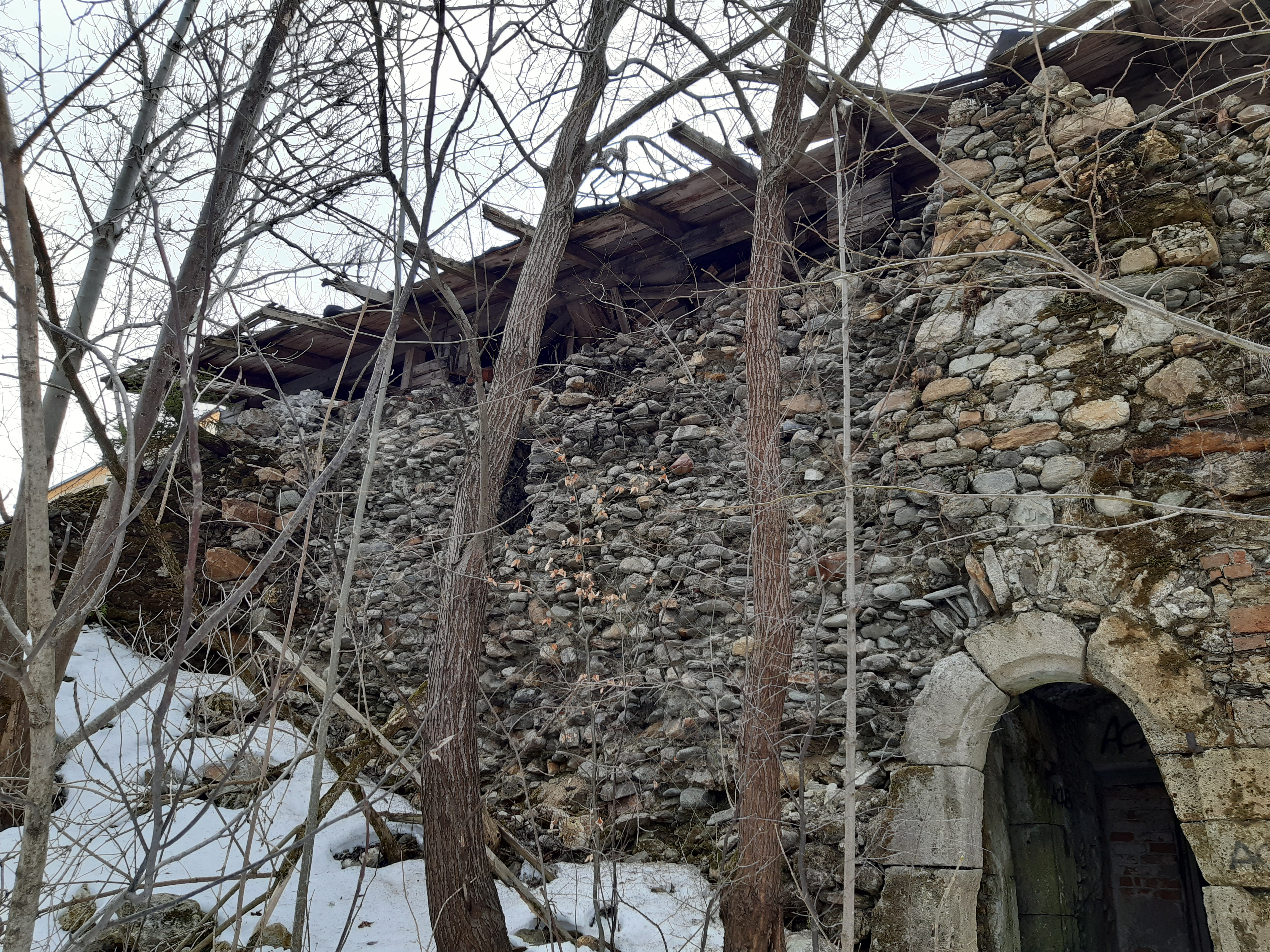
Um 1900 von Toni Schruf wiederhergestellter mittlerer Turm der südseitigen Stadtmauer von Mürzzuschlag
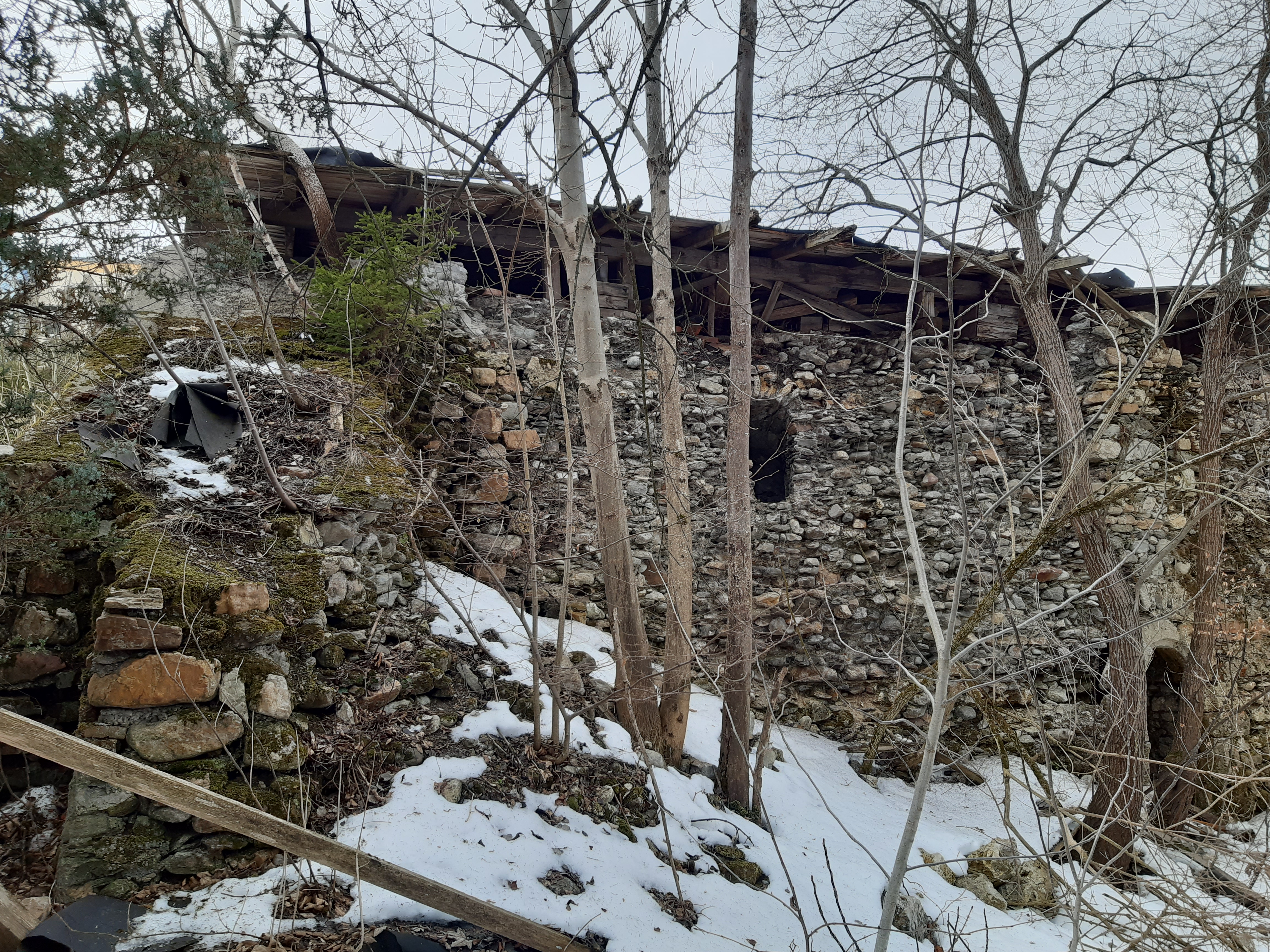
Stark verfallene Überreste an der südseitigen Marktbefestigung
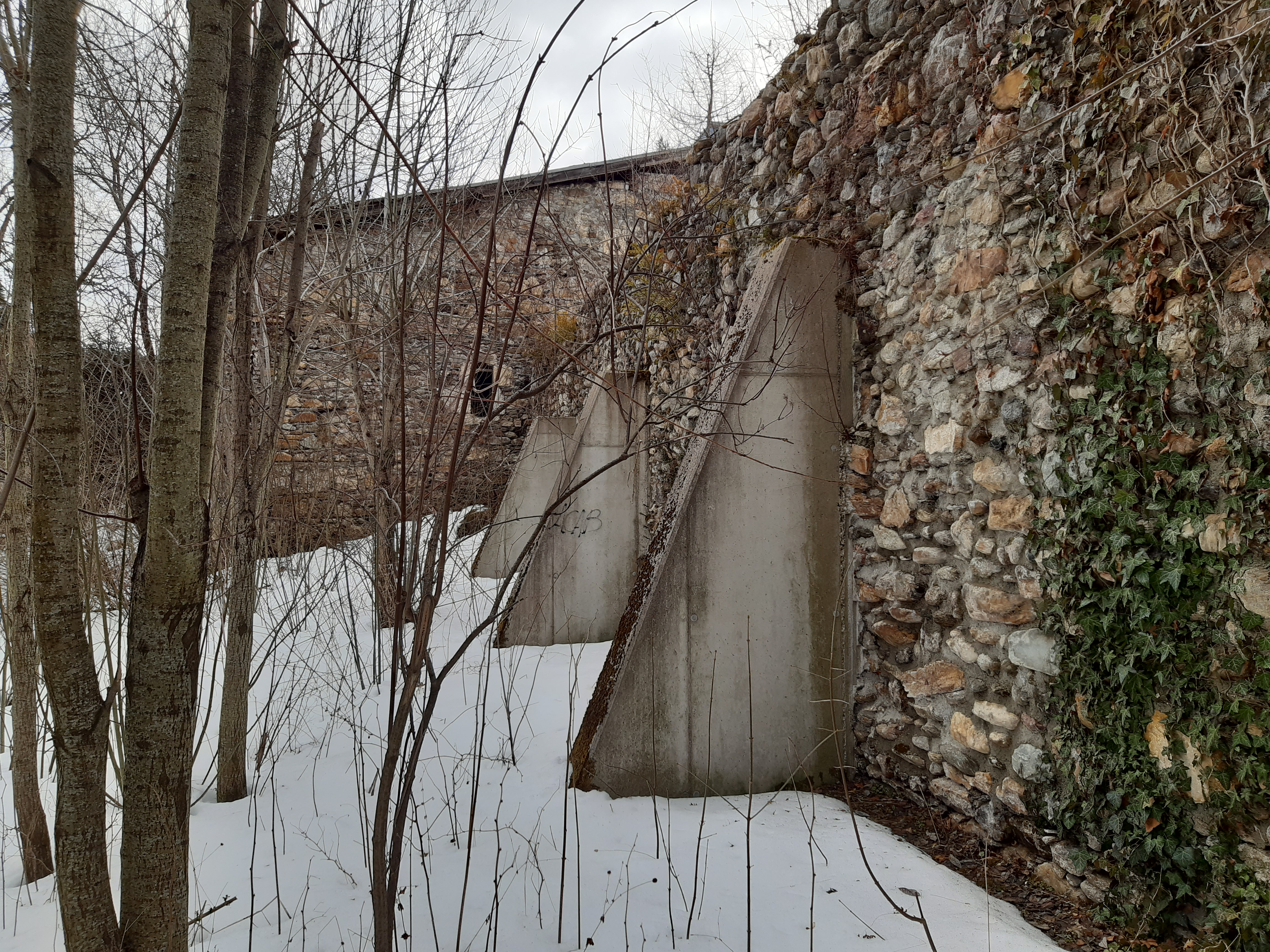
Südseitiger Mauerabschnitt mit rezenter Abstützung
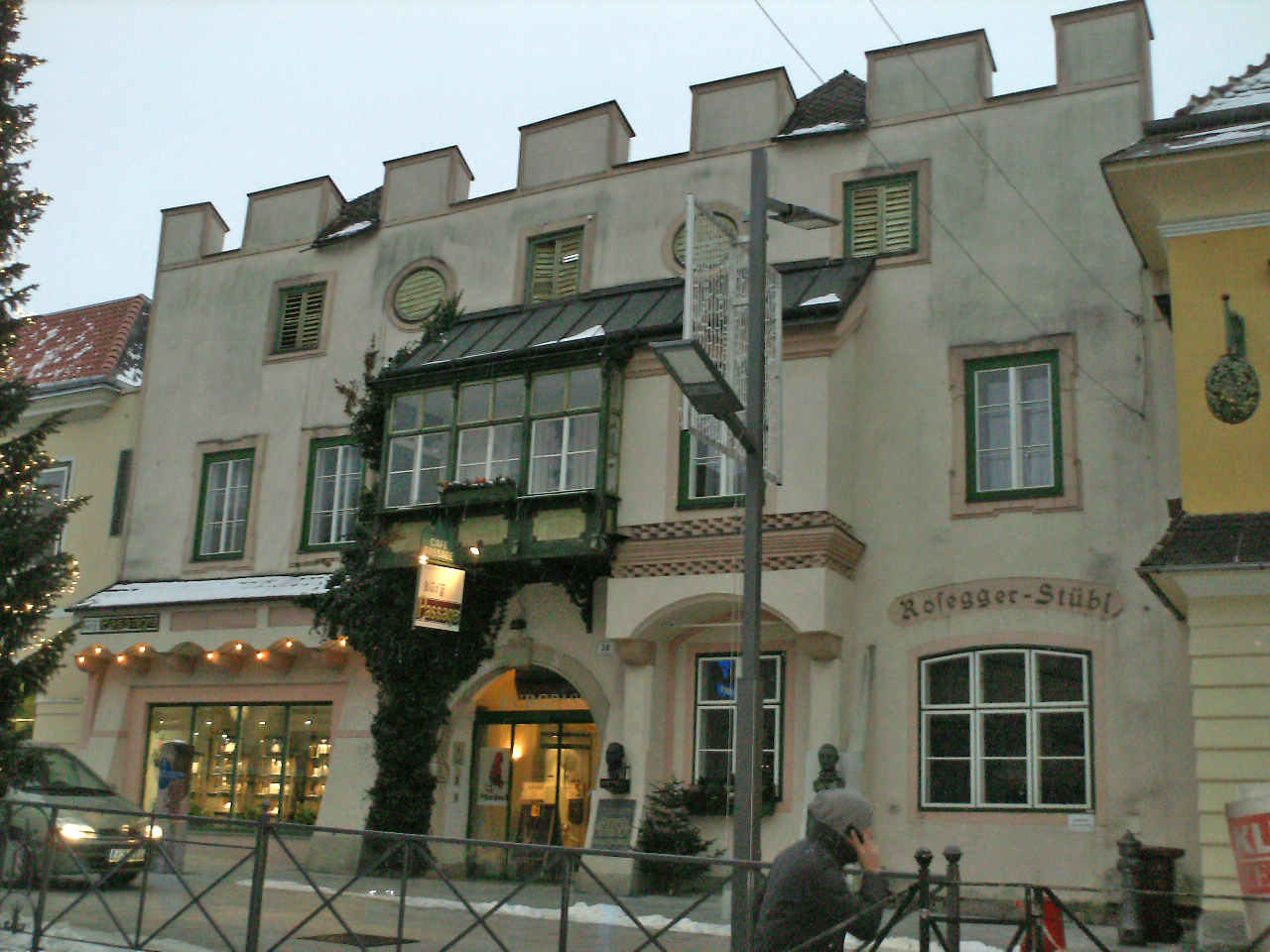
Alte Ratsburg Mürzzuschlag